# 卡喀亚
卡喀亚（Kakia，其拉丁語為同音的Cacia）,是希臘神話中代表墮落和惡德（罪惡或是犯罪）的女神，通常被描繪成體態豐滿、衣著暴露、虛榮做作、畫著濃妝的婦女。她常常引誘人類走上邪惡的道路。 
關於卡喀亚最出名的事件是，她和她的對立神阿瑞忒（代表美德）爭取年輕的赫拉克勒斯而最終遭到拒絕：

當赫拉克勒斯問道：“夫人，你能告訴我你的名字嗎？”卡喀亚回答道：“我的朋友都叫我做幸福，但是那些恨我的人給了我個綽號‘卡喀亚’（意指邪惡）。”